# Балашов, Михаил Ефимович
Михаи́л Ефи́мович Балашо́в (15 декабря 1903 — 26 сентября 1943) — Герой Советского Союза (19.03.1944), участник Великой Отечественной войны, сапёр 28-го гвардейского отдельного сапёрного батальона 25-й гвардейской стрелковой дивизии 6-й армии Юго-Западного фронта, гвардии красноармеец.

## Биография
Родился в 1903 году в селе Старое Ахматово ныне Большеболдинского района Нижегородской области в семье крестьянина. Русский. Окончил 3 класса. Работал по найму пильщиком. Активно участвовал в организации колхоза в своем селе. Был колхозным кузнецом, бригадиром. В 1939 году Михаил Ефимович с семьёй переехал в город Сарапул Удмуртской АССР. Работал животноводом, заведующим молочно-товарной фермой совхоза «Сарапульский».
В декабре 1941 года Сарапульским райвоенкоматом Балашов призван в Красную армию. Прошёл обучение в запасном полку, с мая 1942 года находился в действующей армии. В одном из боёв был ранен, попал в плен. Как только рана немного затянулась, бежал. После госпиталя — снова на фронте, с боями дошёл до Днепра.
В ночь на 26 сентября 1943 года у села Войсковое (Солонянский район Днепропетровской области) гвардии красноармеец Балашов в составе группы сапёров под командованием гвардии младшего лейтенанта Твердохлебова переправился на правый берег реки. Группа сапёров закрепилась на захваченном плацдарме, заминировала подступы к нему, тем самым обеспечив возможность форсирования Днепра нашей пехотой. В течение нескольких часов десантники вели бой с врагом, отразив пять контратак. В этом бою красноармеец Балашов погиб, подорвав себя гранатой вместе с врагами.
Указом Президиума Верховного Совета СССР от 19 марта 1944 года за образцовое выполнение боевых заданий командования на фронте борьбы с немецкими захватчиками и проявленные при этом мужество и геройство гвардии красноармейцу Михаилу Ефимовичу Балашову было посмертно присвоено звание Героя Советского Союза.

## Награды
- Медаль «Золотая Звезда» Героя Советского Союза
- Орден Ленина
- Орден Отечественной войны I степени

## Память
- Имя Героя высечено на памятнике погибшим односельчанам в селе Старое Ахматово.